# Gonnosnò
Gonnosnò é uma comuna italiana da região da Sardenha, província de Oristano, com cerca de 900 habitantes. Estende-se por uma área de 15 km², tendo uma densidade populacional de 60 hab/km². Faz fronteira com Albagiara, Ales, Baradili, Baressa, Curcuris, Genoni (NU), Simala, Sini, Usellus.